# ハニーとラップ♪
「ハニーとラップ♪」(ハニーとラップ）は、初代・恵比寿マスカッツの6枚目のシングル。

## 概要
- ポニーキャニオン移籍第1弾シングル。それぞれカップリング曲と付属DVDの内容が違う、初回限定盤3形態とCDのみの通常盤の4形態でのリリース。
- 本作では、オリコンランキングで7位以内にならなければ心霊スポットに2泊3日しなければならばならない罰ゲームが課せられていたが、結果はウィークリー13位、デイリー6位で、番組内ではウィークリーでとは発言していなかったため、メンバーからの取り消しの要望はあったものの、結局は1泊2日になりメンバーも納得した[1][2]。
- 4月11日に「ハニーとラップ♪」のプロモーションビデオの別バージョンやメイキング映像を収録されたDVDが発売された。PVでは成金者（エロオヤジ）役で中之島三洋が共演している。
- 恵比寿★マスカッツの喜怒愛楽ツアー『全国イク行く〜♡』より歌い継がれている。

## 収録曲

### 初回限定盤A
ジャケット・麻美ゆま
1. ハニーとラップ♪［4:04］
2. 勝手にゴンザレス［4:02］
3. ハニーとラップ♪（オリジナルカラオケ）［4:04］
4. 勝手にゴンザレス（オリジナルカラオケ）［4:00］

- DVD
  - ハニーとラップ♪（PV）

### 初回限定盤B
ジャケット・蒼井そら
1. ハニーとラップ♪
2. ゴーゴー…プルカワ［4:07］
3. ハニーとラップ♪（オリジナルカラオケ）
4. ゴーゴー…プルカワ（オリジナルカラオケ）［4:05］

- DVD
  - ゴーゴー…プルカワ（PV）

### 初回限定盤C
ジャケット・吉沢明歩
1. ハニーとラップ♪
2. おかあさん［4:27］
3. ハニーとラップ♪（オリジナルカラオケ）
4. おかあさん（オリジナルカラオケ）［4:27］

- DVD
  - おかあさん（PV）

### 通常盤
ジャケット・Rio
1. ハニーとラップ♪
2. おかあさん
3. ハニーとラップ♪（オリジナルカラオケ）
4. おかあさん（オリジナルカラオケ）